# Eduardo Acevedo Díaz
Eduardo Acevedo Díaz (Villa de la Unión, Montevideo, 20 de abril de 1851 - Buenos Aires, Argentina, 18 de junio de 1921) fue un escritor, periodista y político uruguayo perteneciente al Partido Nacional. Es considerado como el iniciador de la novela nacional de su país, tomó parte activa en la política y sufrió varios destierros.

## Biografía

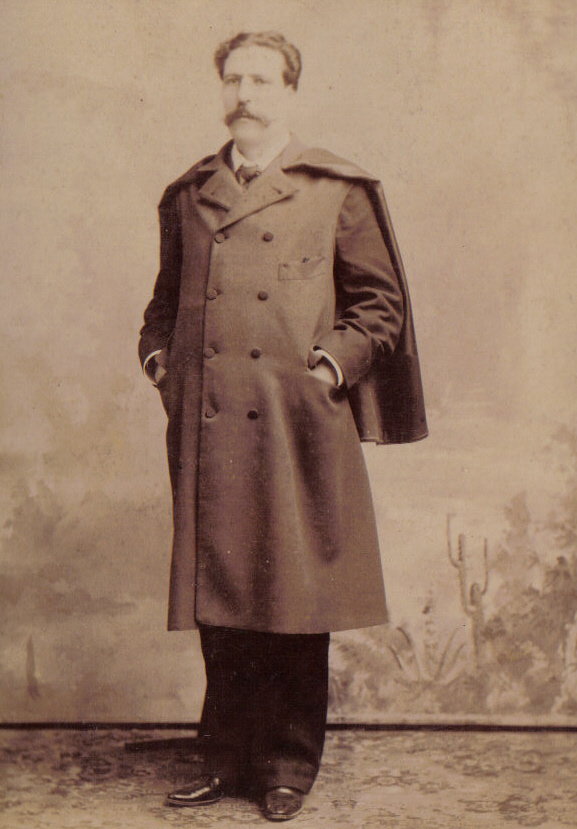

Hijo de Fátima Díaz y Norberto Acevedo Maturana, su abuelo materno, el general Antonio F. Díaz, fue ministro de Manuel Oribe en el Gobierno del Cerrito; y su padre Norberto era hermano del notable jurista Eduardo Acevedo Maturana. Entre 1866 y 1868 realiza el bachillerato siendo compañero de Pablo de María y Justino Jiménez de Aréchaga en la Universidad Mayor de la República, graduándose de bachiller.
En 1868 se asocia al Club Universitario en el que su genio literario se exhibe brillantemente. Ingresa en la Facultad de Derecho en 1869. El 18 de septiembre, publica en El Siglo su primer texto, un tributo a su abuelo materno muerto seis días antes. En abril de 1870 abandona la Universidad para ingresar en el movimiento revolucionario de Timoteo Aparicio contra el gobierno colorado de Lorenzo Batlle. Hacia el fin de la Revolución de las Lanzas en 1872 publica en el periódico "La República" (diario fundado por él) su primer relato, Un sepulcro en los bosques. Firma el manifiesto Profesión de fe racionalista en 1872, en el que se cifra la creencia en la eternidad del alma y en un Dios Supremo; a su vez firma la Contra Pastoral, texto adverso a un documento del vicario católico. A tres meses de concluida la guerra (julio de 1872), ya en Montevideo comienza a militar en el Partido Nacional.
Escribe para "La Democracia" en 1873, y crea "La Revista Uruguaya" en 1875. Desde estos órganos de prensa ataca al gobierno de Pedro Varela, lo que le vale su primer destierro. Tras la fracasada revolución "Tricolor" contra aquel gobierno, se establece en Argentina, donde continúa sus actividades periodísticas (en La Plata y Dolores).
Vuelve a Uruguay, pero sus críticas a Lorenzo Latorre desde "La Democracia" lo obligan a huir a Buenos Aires. De regreso en Montevideo funda "El Nacional" (famoso en la historia del periodismo uruguayo). Es elegido senador por el Partido Nacional e interviene en la segunda insurrección del caudillo nacionalista Aparicio Saravia, en 1897.
Integrante del Consejo de Estado en 1898, se alejará políticamente de Saravia en los años posteriores, acordando un apoyo cada vez más decidido a José Batlle y Ordóñez, lo cual traerá como consecuencia su alejamiento del Partido Nacional y luego del país (cuestión que explica en su Carta Política publicada en El Nacional). Batlle le encargó misiones diplomáticas en distintos países de Europa y América, que se extienden entre 1904 y 1914. Posteriormente, no volverá a su país de origen: falleció el 18 de junio de 1921 en Buenos Aires, pidiendo expresamente que sus restos no fueran repatriados al Uruguay.
En reconocimiento a su obra uno de los sillones de la Academia Nacional de Letras del Uruguay lleva su nombre.

## Obras

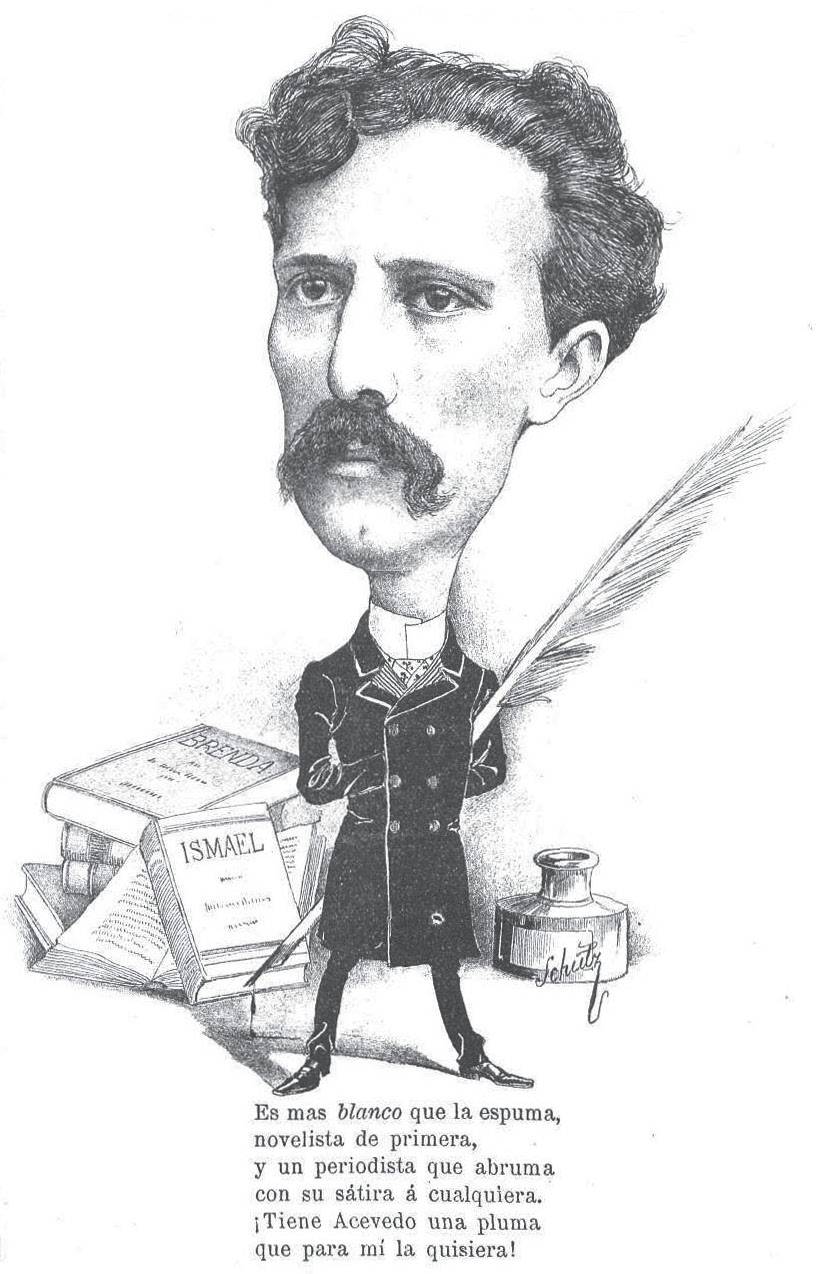
Caricatura de Eduardo Acevedo Díaz por Charles Schütz publicada en Caras y Caretas en 1890. A su izquierda figuran sus primeras dos novelas, "Brenda" (1886), e "Ismael" (1888).

Su cuento El primer suplicio está ambientado en su experiencia en la Revolución de las Lanzas. Reconstruyó los años de la lucha por la independencia frente a España y Brasil, así como las primeras guerras civiles (1808-1825), en la tetralogía formada por las novelas Ismael (1888), Nativa (1890), Grito de gloria (1893) y Lanza y sable (1914), con intención de indagar en la formación de la conciencia nacional. Ecos del romanticismo están aun presentes en los conflictos amorosos y otros aspectos de esas novelas históricas, las mejores entre las suyas, y en otras sobre relaciones íntimas -Brenda (1886), Minés (1907)-, para atenuarse en Soledad (1894), donde se acercó con objetividad realista a temas y personajes del ámbito rural. Entre sus relatos breves destaca El combate de la tapera. En Épocas militares en el Río de la Plata (1911) reunió sus trabajos históricos.

## Etapas y estética del autor
Ángel Rama   nos propone analizar la obra de Eduardo Acevedo Díaz a partir de cuatro períodos bien determinados, de los que profundiza en tres.
El primero de ellos, tiene como eje central el movimiento de  Asencio, es decir las diferentes batallas que se suscitan: Batalla de las Piedras, el grito de Asencio, la toma de San José, que son el desenlace de la gesta artiguista y demuestran el amor localista por el pago, las ansias de independizarse del dominio español y la necesidad de construir una identidad nacional que se gestará paulatinamente. En este primer período quedarán retratadas las acciones del pueblo oriental, sus costumbres y su idiosincrasia hasta el año 1816.
La resistencia al invasor portugués es el segundo período a analizar donde se encuentran incluidas obras como  Combate de Catlán  , donde la derrota cae sobre el pueblo oriental quien se enfrentará solo contra el enemigo portugués y   El combate de la tapera, donde podemos aludir al hecho histórico de 1865 conocido como la defensa de Paysandú, al mando del General Leandro Gómez. Ambos relatos evidencian el heroísmo del pueblo y su búsqueda de independencia que se defiende con la vida misma.
El levantamiento contra la dominación brasileña configura el tercer período de su obra, la  Batalla de Sarandí  y la figura de Olivera, quien, junto con  Juan Antonio Lavalleja   se verá coronado en  Sarandí, son los ejes más importantes de este período, donde nuevamente se busca la liberación del opresor, esta movimiento comparte características con el primigenio Asencio acerca de su espontaneidad en la gesta de la libertad. Las obras que pertenecen a este período son Nativa y  Grito de Gloria.
Ambas ponen acento en el afán unionista de los líderes de este movimiento.
El cuarto período, si bien no está analizado en profundidad, presenta un retrato de las guerras civiles y de la división de la nacionalidad emergente. Plasmadas en la obra Lanza y Sable.

## Obras

### Novelas
- 1886, Brenda
- 1888, Ismael
- 1890, Nativa
- 1890, La boca del gato
- 1890, La novela histórica
- 1891, Etnología indígena
- 1893, Grito de gloria
- 1894, Soledad
- 1907, Minés
- 1914, Lanza y sable

### Cuentos
- Un sepulcro en los bosques
- 1892, El combate de la tapera
- 1901, El primer suplicio
- 1902, Desde el tronco de un ombú

### Ensayos
- Carta política
- La civilización americana. Ensayos históricos
- La última palabra del proscrito
- 1911, Épocas militares en el Río de la Plata
- 1907, El libro del pequeño ciudadano
- 1903 "Notas y apuntes, contribucion al estudio de la historia economica de la Republica oriental del Uruguay" (2 tomos)